# Alfred Schwarzmann
Karl Alfred Markus Schwarzmann (ur. 23 marca 1912 w Fürth, zm. 11 marca 2000 w Goslarze) – niemiecki gimnastyk, medalista olimpijski z Berlina i Helsinek.
W trakcie II wojny światowej brał udział w kampanii wrześniowej. W 1940 roku został ranny podczas walk w rejonie Dordrecht, w tym samym roku został odznaczony Krzyżem Żelaznym I i II klasy oraz Krzyżem Rycerskim. Brał też udział w bitwie o Kretę oraz walkach na froncie wschodnim. Ostatecznie osiągnął stopień majora.

## Odznaczenia
- Fallschirmschützenabzeichen des Heeres (1939)[3]
- Krzyż Żelazny II Klasy (25 maja 1940)[3]
- Krzyż Żelazny I Klasy (25 maja 1940)[3]
- Krzyż Rycerski Krzyża Żelaznego (29 maja 1940)[3]
- Opaska Kreta (20 maja 1943)[3]
- Czarna Odznaka za Rany (III Rzesza)[3]